# Joanna Kluzik-Rostkowska
Pour les articles homonymes, voir Rostkowska.
 (décembre 2020).
Si vous disposez d'ouvrages ou d'articles de référence ou si vous connaissez des sites web de qualité traitant du thème abordé ici, merci de compléter l'article en donnant les références utiles à sa vérifiabilité et en les liant à la section « Notes et références ».
Joanna Grażyna Kluzik-Rostkowska, née à Katowice le 14 décembre 1963, est une femme politique polonaise, membre de la Plate-forme civique (PO). Elle est ministre de l'Éducation nationale entre 2013 et 2015.

## Formation et carrière
Diplômée en journalisme de la faculté de journalisme et de sciences politiques de l'université de Varsovie, elle a d'abord travaillé au magazine Tygodnikiem Mazowsze, puis a rejoint en 1989 le journal Tygodnika Solidarność, dont Jarosław Kaczyński était le rédacteur en chef, en tant que journaliste politique. En 1992, elle est nommée directrice du magazine de reportage Konfrontacje, avant d'être recrutée par le Express Wieczorny, afin d'en diriger les pages nationales et les reporters.
Au cours sa carrière, elle s'est orientée vers le journalisme d'investigation et a été correspondante à l'étranger, en particulier en Bosnie ou en Tchétchénie.
En 1996, elle devient journaliste au département politique de Wprost, puis elle se voit choisie en 2000 comme rédactrice en chef de l'hebdomadaire économique Nowe Państwo. Au bout d'un an, en 2001, elle est embauchée comme première adjointe au rédacteur en chef de Przyjaciółka, un poste qu'elle occupe pendant trois ans.

## Vie politique

### Les débuts avec les jumeaux Kaczyński
Elle rejoint la mairie de Varsovie en 2004, en tant que chef du bureau de presse, et adhère alors au parti Droit et justice (PiS) du maire, Lech Kaczyński. Elle se présente l'année suivante aux élections législatives dans la circonscription de Varsovie-I mais ne parvient pas à être élue. Elle est ensuite nommée, le 17 novembre 2005, secrétaire d'État au ministère du Travail et de la Politique sociale. Elle démissionne le 13 juillet 2007, pour occuper un poste identique au ministère du Développement régional.

### Ministre du Travail

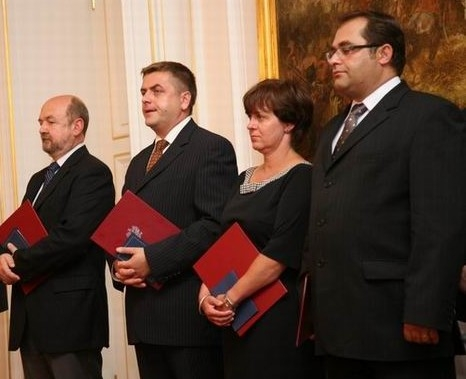
Joanna Kluzik-Rostkowska (deuxième à droite), lors de sa prise de fonction le 13 août 2007.

Le 13 août 2007, à la suite de la rupture de la coalition gouvernementale entre le PiS, Autodéfense de la république de Pologne (SRP) et la Ligue des familles polonaises (LPR), le président du Conseil Jarosław Kaczyński procède à un important remaniement ministériel au cours duquel Joanna Kluzik-Rostkowska devient ministre du Travail et de la Politique sociale. Bien qu'elle appartienne au PiS, elle s'est révélée assez progressiste en soutenant notamment la fécondation in vitro, la marche des fiertés, et en s'opposant aux amendements proposés par Roman Giertych au Code de l'éducation, qui visaient à « l'interdiction de la propagande homosexuelle ».
Élue députée de Łódź aux élections législatives du 21 octobre 2007, elle démissionne du gouvernement le 16 novembre suivant, à la suite d'un changement de majorité.

### De la campagne présidentielle à la scission
Elle est choisie le 26 avril 2010 comme directrice de campagne par Jarosław Kaczyński, candidat du PiS à l'élection présidentielle anticipée de juin, qu'il perd au second tour avec 46,9 % des voix contre le libéral Bronisław Komorowski. Le 5 novembre suivant, elle est exclue du parti, aux côtés de l'ancienne ministre des Sports Elżbieta Jakubiak, par le comité politique pour « acte préjudiciable au PiS ». Elle fonde alors un nouveau parti, La Pologne est le plus important (PjN), une phrase qui constituait le slogan électoral présidentiel de Kaczyński. Elle est élue à la tête des députés du PjN le 23 novembre, et du parti en lui-même le 12 décembre, lors de son congrès fondateur.

### Le passage chez les libéraux
Remplacée à la tête du parti par Paweł Kowal le 4 juin 2011, et à la présidence du groupe par Paweł Poncyljusz trois jours plus tard, elle finit par quitter la PjN le 9 juin et rejoint alors la Plate-forme civique (PO) de Donald Tusk. Elle est réélue députée à la Diète aux élections législatives du 9 octobre 2011.
À l'occasion du remaniement ministériel de novembre 2013, elle devient ministre de l'Éducation nationale. Elle est alors la deuxième personnalité, après Radosław Sikorski, à siéger sous l'autorité de Donald Tusk après avoir été ministre de Jarosław Kaczyński. Elle conserve son portefeuille dans la constitution du cabinet d'Ewa Kopacz, désignée pour remplacer Donald Tusk, nommé président du Conseil européen.